# 羅傑·馬丁·杜·加爾
羅傑·馬丁·杜·加爾（法語：Roger Martin du Gard，1881年3月23日—1958年8月22日），法國小說家。馬丁‧杜‧加爾在1881年3月23日生在法國塞納河畔一個基督教徒家裡。少時聰穎、愛好文學，深受法文教師的器重。在老師的啟發下，對文學發生了濃厚的興趣。對古文字頗有研究的父親，對馬丁‧杜‧加爾影響也很大。1903年，22歲的馬丁‧杜‧加爾考入法國文獻學院，幾年的學習研究，使他榮獲文獻專家的學位。這為他日後的文學創作打下堅實的基礎。馬丁從文獻學院畢業後，任職於巴黎國家古文學文庫。在此後的四、五年間，馬丁利用工作之便，閱讀了更多數量的古典文學作品，在社會上結識了羅曼·羅蘭和安德烈·紀德等小說家，並成為好友。在他們的感召下，馬丁提起筆來嘗試小說的創作。第一次世界大戰前發表了兩篇小說：《成功》（1910年）、《讓·巴洛瓦》（1913年）。1916年回到巴黎，從事戲劇活動。1920年春天開始醞釀長篇巨著《蒂伯一家》，《蒂伯一家》共八卷——《灰色筆記本》、《教養院》、《美好的季節》、《診斷》、《小妹妹》、《父親的死》、《1914年夏天》、《結尾》，從1922年開始寫作，直到1940年全部完成。1937年以《蒂伯一家》獲諾貝爾文學獎。獲獎理由是“他的長篇小說《蒂伯一家》中表現出來的藝術魅力和真實性。這是對人類生活面貌的基本反映。”

## 作品在台灣的出版
- 諾貝爾文學獎全集編譯委員會/編譯，《馬丁卡德》，台北市：九華文化 1980年。